# Балка перекриття

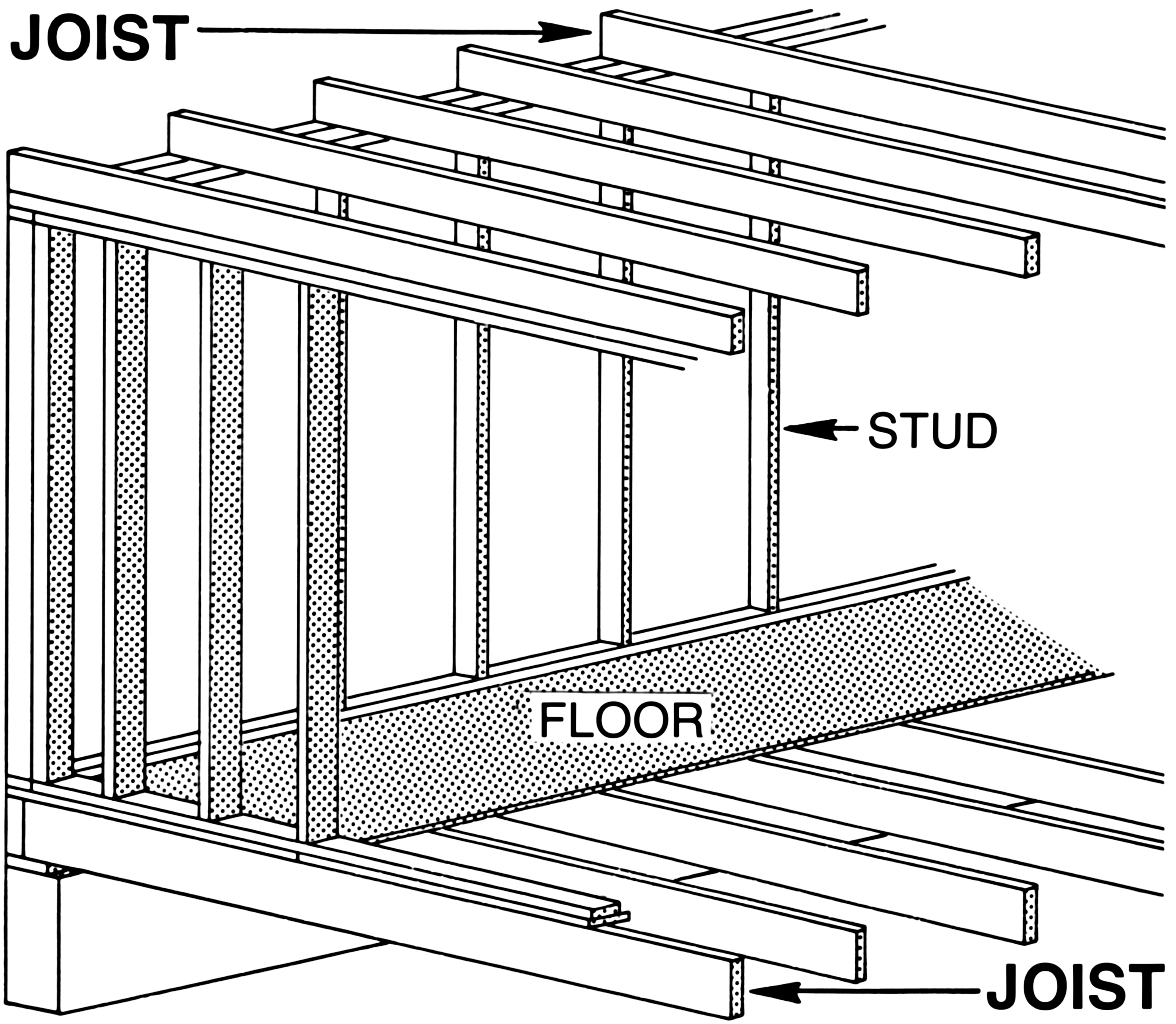
Унтерцуги в тримальній конструкції (позначені як joist)

Балка перекриття або унтерцуг (нім. Unterzug — «нижня зв'язка») — балка, в архітектурі та інженерії, є одним з горизонтальних тримальних елементів, які працюють від стіни до стіни, призначені для підтримки стелі, даху чи підлоги. Їх виготовляють зазвичай з фанери, дерева, сталі або бетону. Як правило, унтерцуг більшого розміру, чим відрізняється від бруса.